# Џини Весли
Џиневра Моли Весли (Ginevra Molly Weasley), знана као Џини, један је од значајнијих женских ликова у серијалу "Хари Потер" од Џоан Кетлин Роулинг. Први пут појавила се у првом делу, Хари Потер и Камен мудрости, у сцени када Хари Потер креће на Хогвортс. Кроз делове, Џинин значај постаје све већи, и кулминира у седмом делу, када Џини постаје Харијева супруга.

## Породица
Џини је рођена 11. августа 1981. у чистокрвној породици Весли. Она је седмо и најмлађе дете у породици, као и једино женско дете. Њени родитељи су Моли Весли, домаћица, и Артур Весли, радник у Министарству магије, Одсек за злоупотребу нормалских предмета, а касније шеф Канцеларије за откривање и заплену лажних одбрамбених чини и заштитних предмета.
Џини има шесторо старије браће. Најстарији, Бил, ради у Египту, у чаробњачкој банци Гринготс. Други, Чарли, ради са змајевима у Румунији. Трећи брат, Перси, ради у Министарству магије. Браћа близанци Фред и Џорџ основали су сопствени бизнис, радњу Веслијевске чаробњачке лудорије. Њен брат Рон најбољи је пријатељ Харија Потера.